# Jarnevići
Jarnevići is een plaats in de gemeente Ribnik in de Kroatische provincie Karlovac. De plaats telt 40 inwoners (2001).